# Justus Vietor
Justus Vietor (* 10. Juli 1532 in Homberg (Efze) als Justus Büddener; † 9. September 1575 in Alsfeld) war ein deutscher lutherischer Theologe und Geistlicher.

## Leben
Vietor war Sohn des Küfers und Ratsherrn in Homberg Johannes Büddener. Er wurde 1543 als Chorknabe bei der fürstlichen Hofkapelle in Kassel aufgenommen und erhielt dort seine Schulbildung. Am 9. Mai 1549 wurde er für ein Studium der Philosophie und Theologie an der Universität Marburg immatrikuliert. Er stand in der Gunst von Landgraf Wilhelm IV. von Hessen-Kassel und erhielt durch seine Vermittlung ein Stipendium. Zudem fand er im Rektor der Universität Nicolaus Roding einen Privatlehrer. 1552 wurde er in Marburg zum Magister graduiert.
Am 12. Februar 1553 wurde er zum Lehrer der Lateinschule in Alsfeld berufen. Zudem erhielt er dort die Stelle als Rektor. 1557 erhielt er die zweite Stelle als Prediger neben dem Alsfelder Reformator Tilemann Schnabel, dem er nach dessen Tod 1559 nachfolgte. In dieser Zeit beteiligte er außerdem auch an religiösen Schriften und wurde zum Spezialsuperintendenten für Oberhessen ernannt. Er starb an der Pest.
Die Theologen Johannes Vietor und Jeremias Vietor waren seine Söhne, der Mediziner Johannes Kempf sein Enkel.